# Emanuel Cecchini
Emanuel Rodrigo Cecchini (Ingeniero Luis A. Huergo, 24 dicembre 1996) è un calciatore argentino, centrocampista del San Lorenzo.

## Statistiche

### Presenze e reti nei club
Statistiche aggiornate al 26 aprile 2025.
| Stagione             | Squadra              | Campionato           | Campionato | Campionato | Coppe nazionali | Coppe nazionali | Coppe nazionali | Coppe continentali | Coppe continentali | Coppe continentali | Altre coppe | Altre coppe | Altre coppe | Totale | Totale |
| Stagione             | Squadra              | Comp                 | Pres       | Reti       | Comp            | Pres            | Reti            | Comp               | Pres               | Reti               | Comp        | Pres        | Reti        | Pres   | Reti   |
| -------------------- | -------------------- | -------------------- | ---------- | ---------- | --------------- | --------------- | --------------- | ------------------ | ------------------ | ------------------ | ----------- | ----------- | ----------- | ------ | ------ |
| 2012-2013            | Banfield             | PBN                  | 1          | 0          | CA              | 0               | 0               | -                  | -                  | -                  | -           | -           | -           | 1      | 0      |
| 2015                 | Banfield             | PD                   | 1          | 0          | CA              | 0               | 0               | -                  | -                  | -                  | -           | -           | -           | 1      | 0      |
| 2016                 | Banfield             | PD                   | 2          | 0          | CA              | 1               | 0               | CS                 | 0                  | 0                  | -           | -           | -           | 3      | 0      |
| 2016-2017            | Banfield             | PD                   | 27         | 4          | CA              | 1               | 1               | -                  | -                  | -                  | -           | -           | -           | 28     | 5      |
| 2017-gen. 2018       | Malaga               | PD                   | 2          | 0          | CR              | 1               | 0               | -                  | -                  | -                  | -           | -           | -           | 3      | 0      |
| gen.-giu. 2018       | León                 | LMX                  | 1          | 0          | CMX             | 2               | 0               | -                  | -                  | -                  | -           | -           | -           | 3      | 0      |
| 2018-2019            | Banfield             | PD                   | 15         | 0          | CA+CdS          | 0+2             | 0               | CS                 | 4                  | 0                  | -           | -           | -           | 21     | 0      |
| Totale Banfield      | Totale Banfield      | Totale Banfield      | 46         | 4          |                 | 4               | 1               |                    | 4                  | 0                  |             | -           | -           | 54     | 5      |
| ago.-dic. 2019       | Seattle Sounders     | MLS                  | 4          | 0          | USOC            | 0               | 0               | -                  | -                  | -                  | -           | -           | -           | 4      | 0      |
| 2019-2020            | Unión (SF)           | PD                   | 4          | 0          | CA+CdS+CdL      | 1+0+1           | 0               | CS                 | 0                  | 0                  | -           | -           | -           | 6      | 0      |
| 2021                 | Gimnasia (LP)        | PD                   | 14         | 0          | CA+CdL          | 1+6             | 1+0             | -                  | -                  | -                  | -           | -           | -           | 21     | 1      |
| 2022                 | Gimnasia (LP)        | PD                   | 12         | 0          | CA+CdL          | 2+6             | 0               | -                  | -                  | -                  | -           | -           | -           | 20     | 0      |
| Totale Gimnasia (LP) | Totale Gimnasia (LP) | Totale Gimnasia (LP) | 26         | 0          |                 | 15              | 1               |                    | -                  | -                  |             | -           | -           | 41     | 1      |
| 2023                 | Unión Española       | PD                   | 17         | 0          | CC              | 2               | 0               | -                  | -                  | -                  |             | -           | -           | 19     | 0      |
| 2024                 | Audax Italiano       | PD                   | 26         | 1          | CC              | 2               | 0               | -                  | -                  | -                  | -           | -           | -           | 28     | 1      |
| 2025                 | San Lorenzo          | PD                   | 12         | 1          | CA              | 1               | 0               | -                  | -                  | -                  | -           | -           | -           | 13     | 1      |
| Totale carriera      | Totale carriera      | Totale carriera      | 138        | 6          |                 | 29              | 2               |                    | 4                  | 0                  |             | -           | -           | 171    | 8      |

## Palmarès

### Competizioni nazionali
- Campionato MLS: 1

Seattle Sounders: 2019